# La Bóveda de Toro
La Bóveda de Toro è un comune spagnolo di 939 abitanti situato nella comunità autonoma di Castiglia e León.